# 이와사키 야스유키
이와사키 야스유키(일본어: 岩崎 泰之, 1971년 4월 9일 ~ )는 일본의 전 축구 선수이다.

## 구단 경력
1990년 일본 사커 리그의 야마하 발동기에 입단했다. 1993년 재팬 풋볼 리그 준우승으로 J1리그로 승격했다. 1995년후 현역 은퇴.